# Coscinaraea marshae
Coscinaraea marshae är en korallart som beskrevs av Wells 1962. Coscinaraea marshae ingår i släktet Coscinaraea och familjen Siderastreidae. IUCN kategoriserar arten globalt som livskraftig. Inga underarter finns listade i Catalogue of Life.